# Lazzi

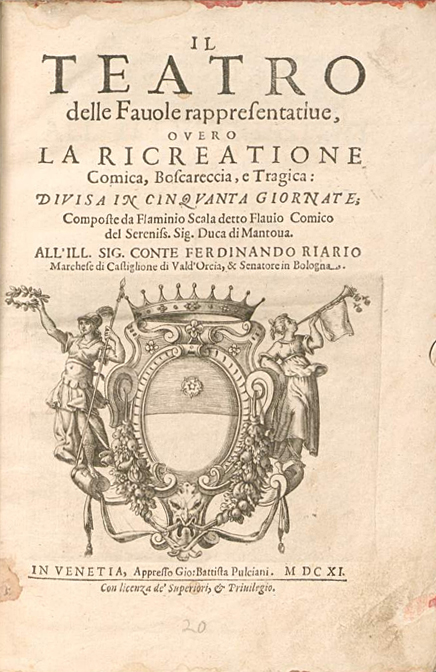
Portada de Il Teatro delle favole rappresentative, «canovacci» de textos (incluidos lazzi tópicos sin hacer referencia a ellos como tales), recopilados por Flaminio Scala y publicados en Venecia en 1611. Biblioteca del Congreso de los Estados Unidos.

Lazzi o lazzo, en la comedia del arte, se llama al recurso escénico que mezcla mimo, acrobacias y pautas de improvisación. El juego o repertorio de lazzis incluía saltos complicados, golpes de efecto e incluso ruidos fisiológicos (eructos, pedorretas, etc). Eran parte importante en los «canovacci», y se transmitían de padres a hijos dentro de las compañías, como legado secreto de directores y actores.

## Definiciones históricas
Luigi Riccoboni, en su Histoire du Théâtre Italien (1728), los definió así:

"Llamamos lazzi a lo que Arlequín o las otras máscaras hacen en medio de una escena, que interrumpen con locuras repentinas, o con bromas ajenas al argumento de la obra que representan, y al cual se ven obligados a volver; se trata de esas inutilidades que no consisten más que en el juego que inventa el actor siguiendo su ingenio; eso es lo que los Comediantes Italianos llaman lazzi."

Emilio Del Cerro, en su estudio Lazzi inediti della Commedia dell'Arte (1914), llegó a citar algunos ejemplos de Aristófanes como precedentes de los lazzi, que describía así:

"...el lazzoconsiste casi siempre en una acción cómica o burlesca realizada por el actor, más que en sus palabras. Nueve veces de diez, los lazzi van acompañados de bufonerías de la peor especie y otras veces son pequeñas obras maestras del arte mímico; o bien se reducen a una frase o diálogo basado en un equívoco, o en juegos de palabras con doble sentido o interpretadas al revés."

Ya en 1980, Luciano Mariti, en un estudio sobre la Comedia del Arte, recogido en las Actas del Congreso de Estudios de Pontedera (Livorno), hizo un intento de clasificación del lazzo y sus matices:

"En el lenguaje común, lazzo también quiere decir bufonería gratuita, broma de baja estofa (pedorreta)... Los lazzi son de la más variada naturaleza: de tipo verbal, de tipo mímico, canoros o musicales, lazzi de pura chanza, de disfrazarse, lazzi entre lo mímico y lo hablado, ejemplos de microacción flexible que pueden dilatarse o comprimirse según las necesidades de la trama o recursos del intérprete, comodines del arte de la commedia all'improvviso, y en suma difícilmente clasificables en un sentido absoluto."